# Die Toten von Turin
Die Toten von Turin, italienischer Originaltitel: Non uccidere („Du sollst nicht töten“) ist eine italienische Fernsehserie, die von 2015 bis 2018 beim Sender Rai 3 und Rai 2 ausgestrahlt wurde. Die deutschsprachige Ausstrahlung erfolgte von 2017 bis 2022 bei Arte.

## Inhalt
Oberinspektorin Valeria Ferro arbeitet für die Kriminalpolizei von Turin. Stur, intelligent und hartgesotten, wird sie bei der Lösung aktueller Mordfälle von dem Team um Andrea Russo, dem erfahrenen Gerardo Mattei und dem jungen Anfänger Luca Rinaldi unter der Leitung von Giorgio Lombardi unterstützt. Im Verlauf der Serie wird auch die schwierige Vergangenheit der Ermittlerin offenbart, denn ihre Mutter, zu der sie keine gute Beziehung hat, verbüßt eine 20-jährige Gefängnisstrafe wegen das Mordes an ihrem Ehemann. Als ihre Mutter aus dem Gefängnis entlassen wird, verweigert Valeria jeden Kontakt mit der Frau, die ihre Kindheit zerstört hatte. Sie und ihr Bruder Giacomo mussten ohne Eltern bei ihrem Onkel aufwachsen. Nachdem es plötzlich Zweifel an der Schuld ihrer Mutter gibt, beginnt Valeria gemeinsam mit Russo und Lombardi zu ermitteln und plötzlich wird Valerias Mutter umgebracht. Verdächtigt wird der Industrielle Giuseppe Menduni, mit dem Valerias Mutter vor 30 Jahren eine Beziehung hatte und der, wie sich nun herausstellt, Valerias biologischer Vater ist. Die mysteriösen Enthüllungen spitzen sich zu, als offensichtlich wird, dass sowohl Valerias Mutter als auch Giuseppe Menduni mit dem Mafiaboss Vito Mecenate zu tun haben, der seit 20 Jahren vergeblich gesucht wird. Als Valeria der Wahrheit immer näher kommt, wird Giuseppe Menduni, der sich aufgrund der Mordanklage im Gefängnis befindet, beinahe dort umgebracht. Nur das rechtzeitige Eintreffen von Valeria rettete ihm das Leben. Ihr Vater gesteht ihr nun, dass ihre Mutter einst mit dem Mafiaboss Mecenate verheiratet war, aber er sich in sie verliebt hätte. Nachdem sie schwanger wurde, floh sie vor Mecenate und taucht mit falschem Namen unter.
Polizist Giorgio Lombardi gelingt es, den inzwischen schwer kranken Vito Mecenate ausfindig zu machen. Dieser hatte es Valerias Mutter nie verziehen, ihn verlassen zu haben. Im Gefängnis war sie sicher vor ihm, aber nach ihrer Entlassung hatte er sie nun endlich dafür bestrafen können. Ein „richtiger Mann“ würde immer nur von Rache getrieben, das wäre überall so, egal ob in der Politik oder in der Religion. Das wäre die Bestimmung. Giorgio Lombardi, der es nicht verwunden hat, dass Valeria ihn verlassen und seinen jüngeren Kollegen Andrea geheiratet hat, trifft mit Vito Mecenate eine Abmachung: Ein Toter gegen einen Toten. Somit würde er, den noch immer inhaftierten, Giuseppe Menduni für Vito Mecenate töten, wenn er im Gegenzug seinen Rivalen Andrea Russo aus dem Weg räumt. Die Serie endet jedoch offen.

## Hintergrund
Die Veröffentlichung erfolgte in Italien in zwei Staffeln mit 12 Episoden von 2015 bis 2016 zu ca. 90 Minuten und 24 Folgen von 2016 bis 2018 zu ca. 50 Minuten, während sie in Deutschland in einheitliche vier Staffeln mit 48 relativ gleichlangen Folgen unterteilt wurden. Die letzte Staffel, die in Deutschland am 5. August 2022 komplett gesendet wurde, erfolgte als Original mit Untertitel.

## Besetzung und Synchronisation
Die deutsche Synchronisation der Serie entsteht bei der Christa Kistner Synchronproduktion nach Dialogbüchern und unter der Dialogregie von Masen Abou-Dakn.
| Rolle                 | Schauspieler         | Synchronsprecher     | Folgen               | Bemerkung                                                                |
| --------------------- | -------------------- | -------------------- | -------------------- | ------------------------------------------------------------------------ |
| Valeria Ferro         | Miriam Leone         | Julia Kaufmann       | 1–36                 | Inspektorin der Turiner Polizeistation                                   |
| Andrea Russo          | Matteo Martari       | Dennis Schmidt-Foß   | 1–36                 | guter Kollege und späterer Ehemann von Valeria Ferro                     |
| Giorgio Lombardi      | Thomas Trabacchi     | Uwe Büschken         | 1–36                 | Chef und Exaffäre von Valeria Ferro                                      |
| Giacomo Ferro         | Davide Iacopini      | Jacob Weigert        | 1–36                 | Bruder von Valeria, Ehemann von Michela, Vater von Costanza              |
| Luca Rinaldi          | Luca Terracciano     | Daniel Gärtner       | 1–36                 | junger Kollege von Valeria Ferro                                         |
| Gerardo Mattei        | Riccardo Lombardo    | Hanns Jörg Krumpholz | 1–24, 27, 30–36      | älterer Kollege von Valeria Ferro                                        |
| Giulio Ferro          | Gigio Alberti        | Joachim Tennstedt    | 1–24, 27, 30–36      | Onkel von Valeria und Giacomo Ferro                                      |
| Michela Ferro         | Viola Sartoretto     | Luisa Wietzorek      | 1–24, 27, 30, 33–36  | Giacomos Ferros Ehefrau, Mutter von Costanza                             |
| Giuseppe Menduni      | Federico Pacifici    |                      | 13–24, 27, 30–36     | biologischer Vater von Valeria Ferro                                     |
| Viola Menduni         | Martina De Santis    |                      | 13–24, 27, 30, 33–36 | Tochter von Giuseppe Menduni, Halbschwester von Valeria Ferro            |
| Costanza Ferro        | Crystal Deglaudi     | Clara Rüter          | 1–12, 15, 32–35      | Nichte von Valeria Ferro, Tochter von Giacomo und Michela Ferro          |
| Lucia Ferro           | Monica Guerritore    | Monica Bielenstein   | 1–12                 | Mutter von Valeria und Giacomo Ferro, Schwester von Giulio Ferro         |
| Fausto Bodrino        | Franco Ravera        |                      | 14, 17–20, 27, 31    | Mendunis Anwalt                                                          |
| Coroner               | Nasser El Gilani     |                      | 1, 7, 10–12, 34      |                                                                          |
| Gefängniswärter       | Roberto Nali         |                      | 14, 17–20            | Schließer                                                                |
| Sandrina De Lorenzo   | Anna Maria De Luca   |                      | 14, 18, 27, 31       | eine Freundin von Vito Mecenate und Vertraute des Anwalts Fausto Bodrino |
| Lombardi’s Sekretärin | Sabrina Crittino     |                      | 1, 2, 8, 9           | Sekretärin von Polizeichef Giorgio Lombardi                              |
| Techniker             | Alessandro Davoli    |                      | 6, 16, 32, 33        |                                                                          |
| Monica Ribichini      | Valentina Bartolo    | Tanya Kahana         | 4–6                  | Gafängisinsassien, Zellenkollegin von Lucia Ferro                        |
| Krankenschwester      | Paola Lavini         |                      | 9–11                 | Krankenschwester                                                         |
| Polizeichef Marra     | Riccardo Leto        |                      | 14, 16, 19           | Vorgesetzter von Giorgio Lombardi                                        |
| Rita Boero            | Paola Roman          |                      | 15, 17, 18           |                                                                          |
| Arzt                  | Ettore Scarpa        |                      | 20–22                | Arzt                                                                     |
| Padre Joseph          | Antonello Annunziata |                      | 14, 31, 32           | Pater                                                                    |

## Kritiken
Carolin Ströbele wertete für Die Zeit: „Die großartige Serie 1992 erzählte vom großen Korruptionsskandal in Italien, dem Niedergang des Fernsehens und dem Aufstieg Silvio Berlusconis. Eine der schillerndsten Figuren war ein Showgirl, gespielt von Miriam Leone. Nun führt Giuseppe Gagliardi, einer der Regisseure, Regie bei ‚Die Toten von Turin‘; Leone spielt die Ermittlerin Valeria Ferro. Gute Voraussetzungen, aber leider kommt die Serie längst nicht an 1992 heran, vielmehr wird das 08/15-Szenario einer düsteren Crime-Serie abgespult: Ermittlerin mit Vergangenheit, tote Vorzeigeschülerin, böse Patriarchen, puh. Die Dialoge ermüden, die Hauptdarstellerin leider auch. Schade.“
Der Tagesspiegel schrieb: „Die Geschichten sind hier und da etwas dick aufgetragen, überzeugen aber, weil in jeder Folge interessante neue Figuren auftauchen.“ „Die auf den ersten Blick unspektakulär anmutende Serie entwickelt dank ihrer unterkühlten Stimmung nach und nach eine hypnotische Intensität.“
Prisma.de hielt die Serie für recht düster und meinte: „Das Grau überwiegt und immer wieder liegen die Molltöne von Geigen bedrohlich in der Luft. Das traurige Gesicht der Kommissarin hätte die gar nicht gebraucht – auch so wirkt ihr Mitleid überzeugend. Ohnehin überlagern die Gefühle alles. Mit den üblichen Fernwehkrimis, wie man sie von deutschen Auslandsproduktionen etwa am Donnerstagabend gewohnt ist, hat diese Italoserie nichts gemein. Weil aber gar so sehr Wert darauf gelegt wird, Klischees und Ironie ganz und gar zu vermeiden, macht sich in ausgedehnten Dialogen mitunter Langatmigkeit breit. Und auch Turiner Brachen und aufgelassene Industriewerke können – anstelle von Postkartenbildern – mitunter ermüden. Etwas mehr Witz und Humor hätte dieser anderen Serie sicher nicht geschadet.“
Elmar Krekeler stellt über die Serie bei Die Welt fest: „Turin wird nicht hübscher gemacht, als es ist. Das akustisch-musikalische Ausstattungswesen liefert sehr angenehme Raumklänge und warnt sanft vor, wenn sich was tun wird. Man fühlt sich wohl. Fast so wie sonst immer am Donnerstag.“